# Gliedweises Feuern

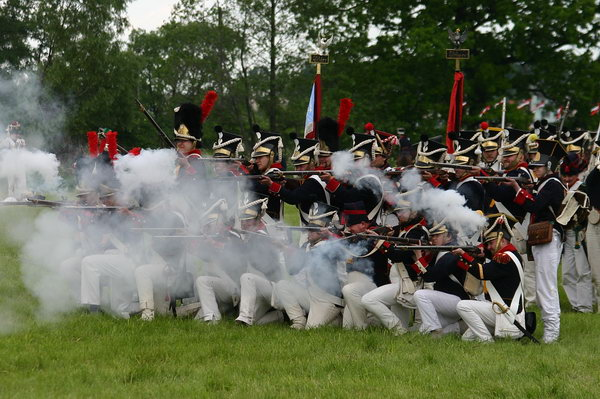
Freiwillige stellen eine Infanterieeinheit des frühen 19. Jahrhunderts beim Gliedweisen Feuern nach, 2006

Das Gliedweise Feuern (auch Feuern in Linien nach englisch fire by rank genannt) bezeichnet einen bis ins 19. Jahrhundert sehr populären Feuerdrill der Linieninfanterie. Bei dieser Art des Schießens von Truppenverbänden trat die Infanterie in zwei bis vier Reihen an, wobei jeweils die erste ihre Salve abgab und dann niederkniete um der zweiten ebenfalls die Möglichkeit zum Schießen zu geben. Dann kam ggf. noch die dritte und dann die vierte Reihe zu Schießen. Die Soldaten luden bei diesem Feuerdrill währenddessen im Knien nach und erhoben sich dann wieder zum Schießen.
Zur Zeit der Revolutions- und Napoleonischen Kriege wurde noch immer diskutiert, ob die Aufstellung in zwei oder drei Reihen zu bevorzugen sei, die Variante mit vier Reihen war im 18. Jahrhundert bereits aus der Mode geraten, da die Nachladezeiten der Infanteristen sich deutlich verbessert hatten. Eine Aufstellung mit zwei Reihen ermöglichte eine erhöhte Feuerkraft bei einer einzelnen Salve, während bei der Aufstellung in drei Reihen Offiziere und Unteroffiziere eine stärkere Kontrolle ausüben konnten. Auch konnten die Soldaten aus einer dritten Reihe Verluste in den ersten beiden Reihen ausgleichen. Demgegenüber bestand jedoch die Gefahr, dass das Feuer der dritten Reihe die Soldaten in den ersten beiden Reihen verunsicherte und das Nachladen im Knien war schwerer als im Stehen. Das Feuer in zwei Reihen wurde nur noch selten in der typischen Anwendung mit einer knienden Reihe angewendet; meist schoss das hintere Glied durch die Lücken des vorderen. Die britische Armee der Napoleonischen Kriege wandte mit großem Erfolg das 'Gliedweise Feuern' in zwei Reihen an, das sich dann zum Pelotonfeuer entwickelte.
Mit der Einführung von neuen Feuerdrills wie dem Pelotonfeuer trat das gliedweise Feuern in den Hintergrund, bis es mit dem Verschwinden der Linieninfanterie ganz verschwand.